# Iekaterina Roumiantseva
Pour les articles homonymes, voir Roumiantseva.
Iekaterina Roumyantseva est une fondeuse et biathlète handisport russe, née le 28 janvier 1991 à Birobidjan.
Contrainte de concourir sous une bannière neutre lors des Jeux de 2018 à PyeongChang, elle remporte successivement, en catégorie debout (LW5/7), les titres du 6 km en biathlon, du 15 km en ski de fond et du 10 km en biathlon.

## Palmarès

### Jeux paralympiques
| Épreuve / Édition   | Biathlon 6 km debout | Biathlon 10 km debout | Biathlon 12,5 km debout | Ski de fond 15 km debout |
| ------------------- | -------------------- | --------------------- | ----------------------- | ------------------------ |
| JP 2018 Pyeongchang | Or                   | Or                    |                         | Or                       |